# Liste des plus longues cavités naturelles souterraines

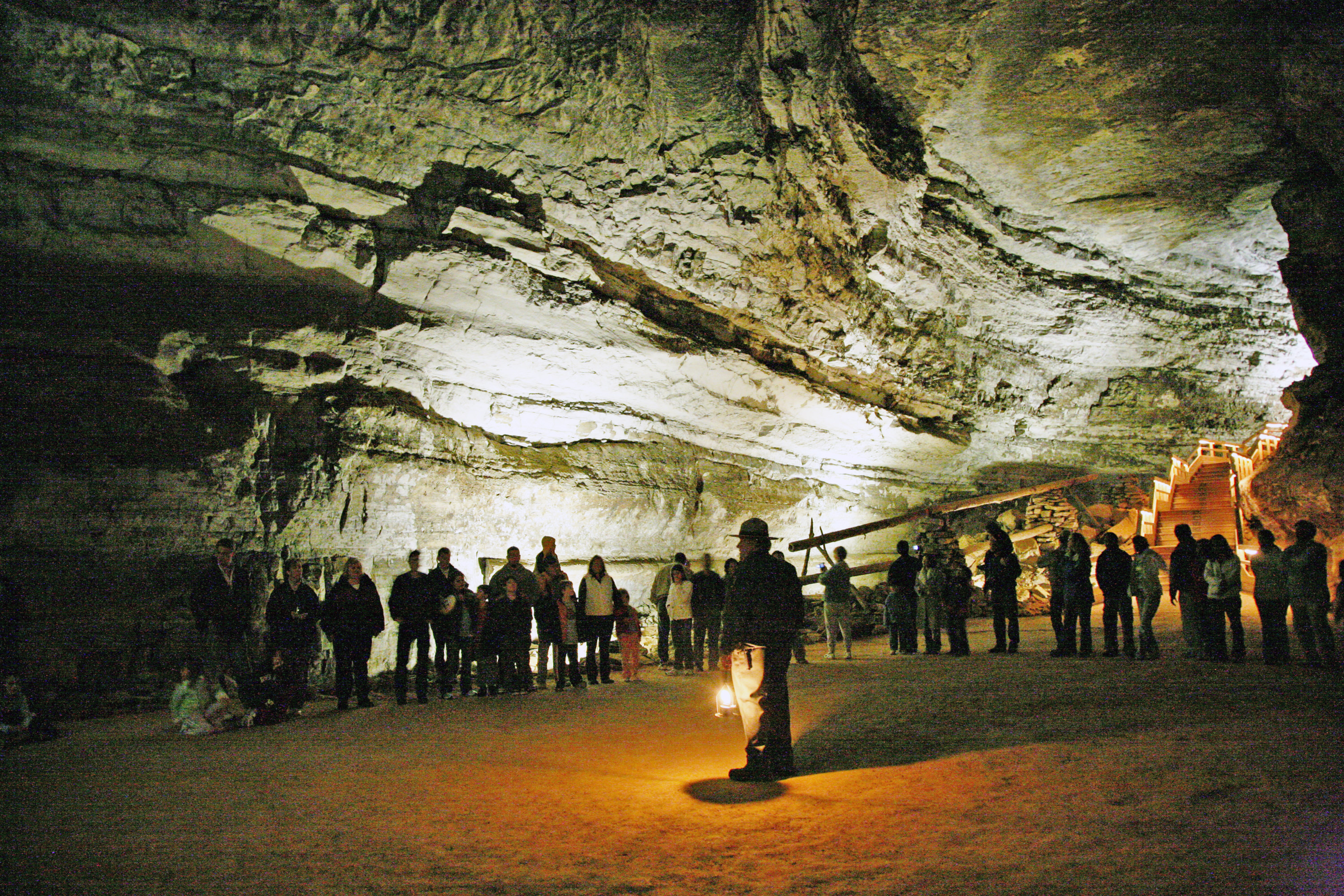
Une salle dans Mammoth Cave,
la plus longue grotte connue dans le monde.

La liste des plus longues cavités naturelles souterraines dans le monde, recense ci-dessous sous forme de tableaux, les cavités souterraines naturelles connues, dont le développement est supérieur à quinze kilomètres.
La communauté spéléologique considère qu'une cavité souterraine naturelle n'existe vraiment qu'à partir du moment où elle est « inventée » c'est-à-dire découverte (ou redécouverte), inventoriée, topographiée (surveyed en anglais) et publiée.
Bien sûr, la réalité physique d'un phénomène karstique ou pseudokarstique est la plupart du temps bien antérieure à sa découverte par l'homme moderne ; cependant tant qu'elle n'est pas explorée, mesurée et diffusée, la cavité naturelle n'appartient pas au domaine de la connaissance partagée.
Les listes spéléométriques, telles que celle présentée dans cet article, sont donc des traces évolutives de la mise en évidence d'un patrimoine collectif souterrain, qui se dévoile peu à peu…
Cette compilation représente la situation connue mi 2025. Cependant, l'exploration et la publication des cavités naturelles souterraines étant un processus permanent, il peut exister un décalage temporaire entre ces listes et les dernières publications spéléologiques. Les références les plus récentes sont soulignées, dans la dernière colonne des tableaux.

## Jalons et acteurs de la spéléométrie mondiale
Dans les années 1950-1960, des listes de grandes cavités sont dressées par Jean Noir, Gabriel Vila, Jacques Choppy et surtout Hubert Trimmel. Mais à une époque où sans Internet l'information circulait très mal, ces listes étaient incomplètes et manquaient de l'authentification des topographies.
En 1972, Paul Courbon rédige le premier Atlas des grands gouffres du monde (à compte d'auteur, 2 000 exemplaires) accompagné de 57 topographies des gouffres de plus de 500 mètres de profondeur. Cet ouvrage a nécessité un échange de courriers dépassant 1 000 lettres[réf. nécessaire]. En 1979, il réédite cet ouvrage avec les éditions Jeanne Laffitte. Le mouvement est lancé et la commission de documentation de l'UIS (Union internationale de spéléologie) commence à réunir et échanger de nombreux documents.
En 1987, Paul Courbon s'associe à Claude Chabert, président de la commission de documentation de l'UIS, pour éditer un Atlas des grandes cavités mondiales, qui cette fois-ci englobe gouffres et grottes. En 1989 enfin, Caves book édite Atlas of the great caves of the world, où les deux auteurs précédents s'associent à Peter Bosted et Karen Lindsley.
Dans la décennie qui suit, l'arrivée d'Internet rend ce genre de publication obsolète et surtout trop peu vendable pour récupérer au moins les importants frais d'impression.
Depuis, d'autres spéléologues ont pris le relais pour rédiger des listes très complètes et constamment mises à jour. Une comparaison des anciens atlas (cf. supra) avec les listes spéléométriques actuelles permet d'apprécier l'évolution rapide de la découverte spéléologique.

## Liste des plus longues cavités naturelles dans le monde (>25km)
La plus longue cavité répertoriée au monde dépasse les 600 kilomètres de développement ; il s'agit du complexe souterrain de Mammoth Cave (la grotte Mammouth), dans le parc national de Mammoth Cave au Kentucky, États-Unis (cf. ligne 1 du tableau 2-1 ci-dessous).
La plus longue cavité actuellement topographiée en France, le réseau Félix Trombe alias Coume Ouarnède, arrive au 19e rang seulement, avec cependant 117 kilomètres de développement (cf. tableau 2-3 ci-dessous).
Des répartitions de ces cavités par classe de développement et par grande zone géographique (continent ou subcontinent) font l'objet d'un article dédié.

### Cavités de développement supérieur à200 kilomètres
12 cavités sont recensées, août 2025, pour cette classe, notée « I » dans les tableaux de synthèse.
| Réf. | Cavités (alias, traduction, type, topo) Coordonnées | Pays Division              | Subdivision / Localité Massif / Zone | Développe. (m)            | Dénivelé (m) | Source / Référence | M. à jour |
| ---- | --- | -------------------------- | --- | ------------------------- | ------------ | --- | --------- |
| 1    | Mammoth Cave System fr:Réseau de la grotte Mammouth 37° 11′ 15″ N, 86° 06′ 13″ O (entrée historique) | États-Unis Kentucky        | Comté d'Edmonson / Brownsville, Pig et Sloans Crossing & Comté de Hart / Northtown (en) et Bee (en) & Comté de Barren / Cave City et Park City        | +685 600, m (+/- 8 000 m) | +0124, m     | CRF / CKKC via Bob Gulden, Smith River Outfitter & USGS, NPS                                                                | 2022-10   |
| 2    | Sistema Ox Bel Ha (en) en:Three Paths of Water fr:Trois Chemins de l'Eau (systèmes : Naranjal, Yaxchen ; plus de 56 cenotes, dont : Jailhouse, Las Palmas, Yaxchen, … ; grottes : Las Palmas, Muknal, …) [ noyé ] 20° 09′ 37″ N, 87° 29′ 15″ O                                                       | Mexique Quintana Roo       | Tulum / ? Péninsule du Yucatan / Riviera Maya | +524 108, m               | +0057, m     | Bulman, Widman, De la Puerta, Coffield-Faith in QRSS Long Caves List & AMCS Activities Newletter no 34 & CINDAQ             | 2025-03   |
| 3    | 双河洞 Shuanghe Dongqun fr:Réseau de la grotte de la Double Rivière 28° 14′ 31″ N, 107° 16′ 34″ E | Chine                      | Province du Guizhou / Ville-préfecture de Zunyi / Xian de Suiyang                                                                                     | +437 434, m               | +0912, m     | Grottes et karsts de Chine, Flickr, Zhi Qian FB & News Sina                                                                 | 2024-10   |
| 4    | Sistema Sac Actun (en) fr:Système de la Grotte Blanche (sistemas : Nohoch Nah Chich, Aktun Hu, Caracol, Dos Ojos (en),, DH Sur 3, Yax Muul, Pet Cemetery, DHW, Dos Ojitos, Eb, Aktun Oox, Pierre East ; cuevas : M2, Fenomino, Concha, Crater, Kusam Nah) [ semi-noyé ] 20° 14′ 48″ N, 87° 27′ 51″ O | Mexique Quintana Roo       | Tulum / ? Péninsule du Yucatán / Riviera Maya | +387 131, m               | +0119, m     | QRSS Dry Caves and Sumps, L'Express, Environmental Biogeochemistry, IGME                                                    | 2025-01   |
| 5    | Jewel Cave fr:Grotte Joyau 43° 43′ 46″ N, 103° 49′ 46″ O | États-Unis Dakota du Sud   | Comté de Custer / District de Hells Canyon (en) Black Hills / Jewel Cave National Monument                                                            | +353 510, m               | +0253, m     | Dan Austin + Rene Ohms + Adam Weaver via Bob Gulden, Caving News, NSS News v.72 no 3 p. 28 & National Park Service          | 2024-01   |
| 6    | Wind Cave fr:Grotte du Vent 43° 33′ 29″ N, 103° 28′ 46″ O | États-Unis Dakota du Sud   | Comté de Custer / ? Black Hills / Parc national de Wind Cave                                                                                          | +269 565, m               | +0194, m     | Marc J. Ohms via Paul Burger                                                                                                | 2024-11   |
| 7    | Gua Air Jernih (en) en:Clearwater Cave System fr:Réseau des Eaux Claires 4° 03′ 55″ N, 114° 49′ 54″ E | Malaisie                   | Sarawak / Division de Miri / District de Marudi / Sub-district de Mulu Bornéo / Parc national du Gunung Mulu / Mont Mulu                              | +265 882, m               | +0553, m     | Tim Allen + Mark Brown + Hugh St.Lawrence via Bob Gulden & The Clearwater Cave System                                       | 2024-10   |
| 8    | Optimisticeskaja fr:Grotte Optimiste [ gypse ] 48° 44′ 06″ N, 25° 58′ 26″ E | Ukraine Oblast de Ternopil | Raïon de Borchtchiv / Village de Korolivka (en) Plaine d'Europe orientale / Plateau de Podolie                                                        | +264 576, m               | +0015, m     | Ukraine Good News & Vyacheslav Apostolyuk via Bob Gulden                                                                    | 2022-03   |
| 9    | Lechuguilla Cave fr:Grotte de Lechuguilla 32° 11′ 26″ N, 104° 30′ 12″ O | États-Unis Nouveau-Mexique | Comté d'Eddy | +244 790, m               | +0484, m     | Stan Allison + Hazel Barton via Bob Gulden, Andy Armstrong FB & Lechuguilla Cave Info                                       | 2023-01   |
| 10   | Fisher Ridge Cave System (en) 37° 11′ 30,25″ N, 85° 58′ 48,44″ O | États-Unis Kentucky        | Comté de Hart Parc national de Mammoth Cave | +215 908, m               | +0109, m     | Chip Hopper via Paul Burger                                                                                                 | 2024-05   |
| 11   | Sistema del Alto Tejuelo alias Réseau Muela - Tejuelo 43° 15′ 11″ N, 3° 40′ 51″ O | Espagne Cantabrie          | Comarque d'Asón-Agüera (es) / Arredondo et Ruesga & Comarque de Trasmiera (es) / Miera Cordillère Cantabrique / Monts de Cantabrie (es) / Porracolina | +213 747, m               | +0626, m     | Jose Luis Membrado + Dirk Hermans + Jordi Perez Serrat via Bob Gulden, Torca del Rio Perdido, Secja y Proteus & Karst Explo | 2025-05   |
| 12   | Hölloch 46° 58′ 36″ N, 8° 47′ 18″ E | Suisse Canton de Schwytz   | District de Schwytz / Commune de Muotathal Suisse centrale / Muotatal                                                                                 | +212 439, m               | +1 033, m    | Arbeitsgemeinschaft Hoellochforschung (AGH) & cavelist.naeff.ch                                                             | 2025-01   |

### Cavités de développement supérieur à150 kilomètreset inférieur ou égal à200 kilomètres
2 cavités sont recensées, avril 2024, pour cette classe, notée « II » dans les tableaux de synthèse.
| Réf. | Cavités (alias, traduction, type, topo) Coordonnées                                           | Pays Division                    | Subdivision / Localité Massif / Zone                                        | Développe. (m) | Dénivelée (m) | Source / Référence                                                                       | M. à jour |
| ---- | --------------------------------------------------------------------------------------------- | -------------------------------- | --------------------------------------------------------------------------- | -------------- | ------------- | ---------------------------------------------------------------------------------------- | --------- |
| 1    | Siebenhengste-Hohgant Höhlensystem 46° 47′ 02″ N, 7° 54′ 04″ E                                | Suisse Canton de Berne           | Communes de Eriz, Beatenberg et Habkern Alpes bernoises / ?                 | +164 500, m    | +1 340, m     | Cave Diver & SGH Bern                                                                    | 2018-03   |
| 2    | Schönberg-Höhlensystem (de) (Raucherkar Hoehle, Feuertal, …) 47° 42′ 05,5″ N, 13° 46′ 20,4″ E | Autriche Haute-Autriche & Styrie | District de Liezen / Altaussee Préalpes NE / Totes Gebirge / Schönberg (de) | +156 942, m    | +1 061, m     | hoehle.org & Dachstein et Totes Gebirge & Landesverein für Höhlenkunde in Oberösterreich | 2024-04   |

### Cavités de développement supérieur à100 kilomètreset inférieur ou égal à150 kilomètres
14 cavités sont recensées, mai 2025, pour cette classe, notée « III » dans les tableaux de synthèse.
| Réf. | Cavités (alias, traduction, type, topo) Coordonnées | Pays Division                | Subdivision / Localité Massif / Zone                                                                            | Développe. (m)      | Dénivelée (m) | Source / Référence | M. à jour |
| ---- | --- | ---------------------------- | --- | ------------------- | ------------- | --- | --------- |
| 1    | Sistema del Mortillano (es) 43° 13′ 51″ N, 3° 34′ 04″ O | Espagne Cantabrie            | Asón-Agüera (es) / Soba Cordillère Cantabrique / Monts de Cantabrie (es) / Porra de Mortillano                  | +146 500, m         | +0950, m      | Jose Luis Membrado via Bob Gulden, 20 minutos & AER-Espeleo | 2020-12   |
| 2    | Grotte du Prêtre uk:Ozernaja [ gypse ] 48° 45′ 52″ N, 25° 57′ 57″ E | Ukraine                      | Oblast de Ternopil / Raïon de Tchortkiv / Hromada de Borchtchiv (uk) / Strilkivtsi (en) ? / ?                   | +142 184, m         | +0035, m      | Vyacheslav Apostolyuk via Bob Gulden | 2017-09   |
| 3    | Schwarzmooskogel Höhlensystem (de) (Kaninchenhöhle, Steinbrückenhöhle...) 47° 39′ 43″ N, 13° 48′ 11″ E                                                                                    | Autriche Styrie              | District de Liezen / Altaussee Préalpes NE / Totes Gebirge / Loser                                              | +137 746, m         | +1 111, m     | hoehle.org & Cambridge University Caving Club & Dachstein et Totes Gebirge | 2024-04   |
| 4    | Réseau Coume Ouarnède (Henne Morte ou Réseau Félix Trombe...) 42° 58′ 51″ N, 0° 53′ 52″ E                                                                                                 | France Occitanie             | Haute-Garonne / Herran & Arbas Pyrénées / Massif d'Arbas                                                        | +126 343, m         | +1 001, m     | Coume-ouarnede.fr, Commission STEKA du CDS 31 & Sylvestre Clément | 2025-05   |
| 5    | Réseau Marosakabe (en) 16° 27′ 07″ S, 45° 20′ 08″ E | Madagascar                   | Province de Mahajanga / Région de Boeny Tsingy de Namoroka                                                      | +124 255, m         | +0035, m      | Malagasy 2018, Scialet no 47 & Spelunca no 170 | 2023-03   |
| 6    | Bullita Cave System (en) (Burke's Back Yard) 16° 03′ 48″ S, 130° 23′ 00″ E | Australie Territoire du Nord | ? / Bullita Parc national Gregory                                                                               | +123 000, m         | +0023, m      | Mark Sefton, (CEGSA) & Boletín Geológico y Minero | 2009-09   |
| 7    | Helms Deep Cave 35° 34′ 01,55″ N, 87° 41′ 16,16″ O | États-Unis Tennessee         | Comté de Perry (Tennessee)                                                                                      | +119 896, m         | +0056, m      | USA Long Cave List, 2024 NSS Convention, & Cave Gators | 2025-07   |
| 8    | Sistema del Gandara 43° 11′ 27″ N, 3° 34′ 51″ O | Espagne Cantabrie            | Asón-Agüera (es) / Soba Cordillère Cantabrique / Monts de Cantabrie (es) / Porracolina                          | +119 000, m         | +0814, m      | Karstexplo | 2024-01   |
| 9    | Hirlatzhöhle (de) - Schmelzwasserhohle - Oberen Brandgrabenhöhle 47° 32′ 42″ N, 13° 37′ 51″ E                                                                                             | Autriche Haute-Autriche      | ? / ? Préalpes NE / Massif du Dachstein                                                                         | +117 840, m         | +1 560, m     | Georg Baumler via Bob Gulden & hoehle.org | 2024-04   |
| 10   | Toca da Boa Vista (pt) 10° 09′ 45″ S, 40° 51′ 35″ O | Brésil Bahia                 | Microrégion de Senhor do Bonfim / Campo Formoso / Laje dos Negros (pt) ? / ?                                    | +114 000, m         | +0050, m      | Cadastro Nacional de Cavernas do Brasil | 2020-01   |
| 11   | Sistema de Ojo Guareña (es) 43° 02′ 02″ N, 3° 37′ 50″ O | Espagne Castille-et-León     | Province de Burgos / Comarque des Merindades / Merindad de Sotoscueva / Cornejo (es) Cordillère Cantabrique / ? | +111 000, m environ | +0239, m      | G.E. Edelweiss, & CEC-Desarrollo | 2016-09   |
| 12   | Sistema K'oox Baal - Tux Kupaxa (Cuevas : Ha´ak Kak, Balam Ts'al, Muk Wakal, K'oox baal, Lion, Cun Che Chen, Sac Xiquin ; sistema Leon ; ...) [ noyé ] 20° 22′ 05,36″ N, 87° 25′ 16,68″ O | Mexique Quintana Roo         | Tulum / ? Péninsule du Yucatan / Riviera Maya                                                                   | +103 936, m         | +0026, m      | QRSS Dry Caves and Sumps , AMCS Newsletter no 37 - 2014 & AMCS - Long Caves of Mexico 2024 | 2025-01   |
| 13   | Sistema Purificacion fr:Système Purification 24° 04′ 03,3″ N, 99° 33′ 54,93″ O | Mexique Tamaulipas           | Hidalgo (es) / ? ? / ?                                                                                          | +101 413, m         | +0957, m      | AMCS - Long & Deep Caves 2024 & Journal of Caves and Karst Studies | 2024-06   |
| 14   | Sistema Huautla (Nita Nanta) (en) 18° 07′ 20,68″ N, 96° 47′ 49,93″ O | Mexique Oaxaca               | Huautla de Jiménez / ? Sierra Madre orientale / Sierra Mazateca (es)                                            | +100 242, m         | +1 560, m     | Huautla Cave Diving Expeditions, Ioannis Zenas via Bill Mixon, Bill Stone, Proyecto Espeleologico Sistema Huautla, Mark Minton, Karstportal, Tommy Shifflett via Bob Gulden, The PESCH Mission & AMCS - Long Caves of Mexico 2024 | 2023-04   |

### Cavités de développement supérieur à50 kilomètreset inférieur ou égal à100 kilomètres
55 cavités sont recensées janvier 2025 pour cette classe, notée « IV » dans les tableaux de synthèse.
| Réf. | Cavités (alias, traduction, type, topo) Coordonnées | Pays Division                               | Subdivision / Localité Massif / Zone | Développe. (m) | Dénivelée (m) | Source / Référence | M. à jour |
| ---- | --- | ------------------------------------------- | --- | -------------- | ------------- | --- | --------- |
| 1    | Zolushka (Золушка, Cendrillon) Grotte Émile Racovitsa 48° 16′ 48″ N, 26° 38′ 01″ E [ gypse ] | Moldavie                                    | Briceni / Cernivci Nowoselyzja | +092 080, m    | +0054, m      | Spelunca no 168 | 2019-09   |
| 2    | Sistema Sistema del Hayal de Ponata (es) - Cueva del Rebollar II (SI-44, SI-57, SR-7) 43° 00′ 36″ N, 3° 05′ 10″ O | Espagne Navarre & Castille-et-León          | Alava / Ayala-Aiara & Biscaye / Urduña-Orduña & Province de Burgos / Valle de Losa Sierra Salvada                                       | +090 000, m    | +0415, m      | Enrique Fernandez, G.E. Edelweiss & Jose Luis Membrado via Bob Gulden                                                                  | 2020-08   |
| 3    | Complexe Pierre Saint-Martin - Gouffre des Partages : Pourtet (M.31), Beffroi (SC.3), Moreau (M.3 - M.13), Tête Sauvage (D.9), Pré Hus (C.50), Lépineux (Sima de San Martín), Pascale (SL.19), Partages (M.413), Quinquas (système C.2 - C.104) 42° 58′ 05″ N, 0° 46′ 09″ O      | Espagne Navarre & France Nouvelle-Aquitaine | Navarre / Isaba & Pyrénées-Atlantiques / Arette Pyrénées / Massif de Larra-Belagua                                                      | +088 111, m    | +1 410, m     | ARSIP, & Spelunca no 166 | 2025-01   |
| 4    | Sistema Cheve (en) (Cuicateco) 17° 51′ N, 96° 48′ O | Mexique Oaxaca                              | ? / ? Cuicatlán (es) / ? | +087 246, m    | +1 536, m     | AMCS - Long Caves of Mexico 2024 & Bill Stone                                                                                          | 2024-06   |
| 5    | The Three Counties System (en) ou Easegill System (Lancaster - Easegill - Pippikin - Lost John's (en) - Rumbling Hole (en) - Ireby Fell (en) 54° 12′ 09″ N, 2° 30′ 22″ O | Royaume-Uni Angleterre                      | Yorkshire / Northern Dales Pennines / Gragareth                                                                                         | +086 619, m    | +0211, m      | UK Caves & Wookey via Bob Gulden | 2017-10   |
| 6    | Barenschacht 46° 42′ 59″ N, 7° 48′ 45″ E | Suisse Canton de Berne                      | Beatenberg / ? ? / ? | +086 026, m    | +0979, m      | cavelist.naeff.ch & P.-Y. Jeannin | 2019-03   |
| 7    | Complesso del Monte Canin (Complesso Foran del Muss - Col delle Erbe) 46° 22′ 39″ N, 13° 25′ 46″ E 46° 22′ 45″ N, 13° 26′ 55″ E | Italie Frioul-Vénétie Julienne              | Province d'Udine / Chiusaforte Alpes juliennes / Mont Canin                                                                             | +083 800, m    | +1 118, m     | Long caves of the world, Boegan, SOPOCKI KLUB TATERNICTWA JASKINIOWEGO (SKTJ) & Oggi Sciencia                                          | 2020-05   |
| 8    | Great Savannah Cave System (McClungs Caves, Maxwelton Caves) 37° 51′ 34,93″ N, 80° 24′ 21,76″ O | États-Unis Virginie-Occidentale             | Comté de Greenbrier / ? ? / ? | +082 511, m    | +0179, m      | Greg Springer et Dave Socky et WVACS via Bob Gulden, Instagram, Bob Gulden & Dave Socky                                                | 2022-10   |
| 9    | Friars Hole Cave System (en) (Friars Hole, Rubber Chicken, Crookshank Pit, Toothpick, Snedegars Staircase, Snedegars Saltpeter, Snedegars Stream, Snedegars North, Canadian Hole, Radio Pit) 38° 04′ 02″ N, 80° 19′ 47″ O                                                        | États-Unis Virginie-Occidentale             | Comté de Greenbrier / ? & Comté de Pocahontas / ? Monts Allegheny / Droop Mountain (en)                                                 | +081 287, m    | +0187, m      | Doug Medville et Amy Skowronski via Bob Gulden, Under A Rock Photo, Encyclopedia of Caves & West Virginia Association for Cave Studies | 2022-11   |
| 10   | San Wang Dong (en) 29° 35′ 25″ N, 107° 59′ 12″ E | Chine                                       | Chongqing / Xian de Wulong ? / ? | +077 020, m    | +0343, m      | Erin Lynch via Bob Gulden, Grottes et karsts de Chine & Descent 231                                                                    | 2023-01   |
| 11   | Complesso della Carcaraia (Abisso Saragato - Bucca dell'Aria Ghiaccia-Abisso Mani Pulite) 44° 06′ 55″ N, 10° 13′ 47″ E | Italie Toscane                              | Province de Lucques / ? Apennins / Alpes apuanes                                                                                        | +075 000, m    | +1 172, m     | Speleologia no 44, Speleologia no 68, Openspeleo & Speleotoscana                                                                       | 2024-11   |
| 12   | Bulmer Cavern (en) (Castle Keep-Gormenghast) 41° 33′ 30″ S, 172° 31′ 08″ E | Nouvelle-Zélande                            | Tasman / ? Île du Sud / Mont Owen (en)                                                                                                  | +074 316, m    | +0755, m      | The NZSS, Descent 245 p.24 & Lindsay Main (NZSC) via Bob Gulden                                                                        | 2019-11   |
| 13   | Cova des Pas de Vallgornera [ semi-noyé ] 39° 22′ 00″ N, 2° 52′ 25″ E | Espagne Îles Baléares                       | Majorque / Llucmajor | +074 242, m    | +0021, m      | Jose Luis Membrado via Bob Gulden | 2016-08   |
| 14   | Complesso del Monte Corchia (it) (Fighierà, Farolfi, Buca d'Eolo) 44° 01′ 32″ N, 10° 18′ 00″ E | Italie Toscane                              | ? / ? Alpes apuanes / ? | +074 000, m    | +1 185, m     | Jose Luis Membrado + Guido B.Turricchia via Bob Gulden, SSI, Speleo Club Firenze & Speleotoscana                                       | 2022-09   |
| 15   | Binkley's Cave System (en) 38° 10′ 58″ N, 86° 09′ 00″ O | États-Unis Indiana                          | Comté de Harrison / Corydon ? / ? | +072 457, m    | +0043, m      | Gary Roberson via Bob Gulden | 2020-11   |
| 16   | Réseau de l'Alpe ex-réseau du Mont Granier (Biolet ; Tambourin ; Broyage ; Ours ; Orties ; Jacquot ; Pompier ; Bertah ; Ignorée ; Brutus ; Combe de l'Arche ; Berger alias golin du Tabouret ; Source Vieille ; Vache Enragée ; Migolet ; Villaret.) 45° 25′ 07″ N, 5° 54′ 49″ E | France Auvergne-Rhône-Alpes                 | Isère / Sainte-Marie-du-Mont et Chapareillan & Savoie / Entremont-le-Vieux Préalpes françaises / Massif de la Chartreuse / Mont Granier | +072 300, m    | +0655, m      | Jose Luis Membrado via Bob Gulden & Robert Durand                                                                                      | 2016-01   |
| 17   | Fort Stanton Cave (en) 33° 30′ 24″ N, 105° 29′ 37″ O | États-Unis Nouveau-Mexique                  | Comté de Lincoln / ? Fort Stanton-Snowy River Cave National Conservation Area / ?                                                       | +071 728, m    | +0134, m      | Lee H.Skinner via Bob Gulden | 2022-11   |
| 18   | Botovskaya Ботовская пещера (ru) 55° 18′ 31″ N, 105° 20′ 36″ E | Russie                                      | Oblast d'Irkoutsk / ? ? / Sredne | +070 414, m    | +0040, m      | Nauka.tass | 2023-03   |
| 19   | Hellhole (cave) (en) 38° 46′ 16,9″ N, 79° 22′ 41,17″ O | États-Unis Virginie-Occidentale             | Comté de Pendleton / ? Germany Valley (en)                                                                                              | +070 167, m    | +0225, m      | Gordon Brace, GVKS, WVASS & Bob Gulden                                                                                                 | 2020-02   |
| 20   | Ogof Draenen (en) 51° 48′ 01″ N, 3° 05′ 36″ O | Royaume-Uni Pays de Galles                  | Galles du Sud / Comté de Gwent ? / ? | +070 000, m    | +0151, m      | UK Caves | 2016-01   |
| 21   | Complesso Carsico di Codula Ilune. (Su Spiria - Su Palu) 40° 14′ 57″ N, 9° 37′ 24″ E | Italie Sardaigne                            | Sardaigne / Nuoro ? / ? | +070 000, m    | +0361, m      | FSS & SSI | 2018-06   |
| 22   | Complesso della Valle del Nosè (Fornitori-Stoppani-Tacchi) 45° 54′ 07″ N, 9° 10′ 56″ E | Italie Lombardie                            | Province de Côme / ? Pian del Tivano (it)                                                                                               | +068 288, m    | +0570, m      | Andrea Maconi via Bob Gulden, SSI & Divona Speri                                                                                       | 2021-01   |
| 23   | Dachstein-Mammuthöhle (de) 47° 32′ 03″ N, 13° 42′ 33″ E | Autriche Haute-Autriche                     | District de Gmunden / ? Préalpes NE / Massif du Dachstein                                                                               | +067 701, m    | +1 207, m     | Theo Pfarr, Robert Seebacher et Lukas Plan via Bob Gulden & hoehle.org                                                                 | 2021-04   |
| 24   | Sistema de los Cuatro Valles fr:Réseau des Quatre Vallées 43° 20′ 59″ N, 3° 35′ 39″ O | Espagne Cantabrie                           | Comarque de Trasmiera (en) / Solórzano Cordillère Cantabrique / Pics d'Europe                                                           | +067 126, m    | +0109, m      | Jose Luis Membrado + Juan Corrin via Bob Gulden & Matienzo Caves                                                                       | 2019-09   |
| 25   | Sistema Xunaan-Há (sistemas : Tixik K'una, Templo Sumps ; cuevas : 3B, María Isabella, Palomita, Pitch, Wendy ; ...) [ semi-noyé ] 20° 20′ 37,12″ N, 87° 21′ 38,94″ O | Mexique Quintana Roo                        | Tulum / ? Péninsule du Yucatan / Riviera Maya                                                                                           | +065 575, m    | +0034, m      | QRSS Dry Caves and Sumps, Steve Penngerrard & Filo Arianna Dive                                                                        | 2025-01   |
| 26   | Kazumura-Olaa Cave System [ tube de lave ] 19° 31′ 08″ N, 155° 01′ 52″ O | États-Unis Hawaï                            | Comté d'Hawaï / District de Puna Île d'Hawaï / ?                                                                                        | +065 500, m    | +1 102, m     | HSS Newsletter no 9 p. 7 | 2006-06   |
| 27   | Double Bopper Cave 36° 16′ 16,65″ N, 112° 17′ 58,2″ O (approximatives) | États-Unis Arizona                          | Comté de Coconino / ? Plateau du Colorado / Grand Canyon                                                                                | +065 339, m    | +0188, m      | Jason Ballenski+ Shane McCurdy via Bob Gulden & Cave Net                                                                               | 2019-03   |
| 28   | Blue Spring Cave (en) 35° 57′ 46,12″ N, 85° 23′ 07,12″ O | États-Unis Tennessee                        | Comté de White / ? ? / ? | +064 374, m    | +0094, m      | Jason Richards via Bob Gulden | 2016-10   |
| 29   | Grotte de Saint-Marcel 44° 19′ 37″ N, 4° 32′ 30″ E | France Auvergne-Rhône-Alpes                 | Ardèche / Bidon ? / ? | +64 200, m     | +000325, m    | CDS Ardèche, Spelunca no 103 & Spéléométrie de la France                                                                               | 2020-12   |
| 30   | Jamski sustav Crnopac (de) (Kita Gacešina - Draženova puhaljka) 44° 15′ 00″ N, 15° 51′ 00″ E | Croatie                                     | Comitat de Zadar / municipalité de Gračac Alpes dinariques / Massif du Velebit / Mont Crnopac                                           | +063 746, m    | +0830, m      | Speleologija | 2025-01   |
| 31   | Carlsbad Cavern fr:Grotte de Carlsbad 32° 10′ 37″ N, 104° 26′ 28″ O | États-Unis Nouveau-Mexique                  | Comté d'Eddy / ? ? / ? | +063 569, m    | +0316, m      | Stan Allison via Bob Gulden | 2016-01   |
| 32   | Organ–Hedricks Cave System (en) 37° 43′ 05″ N, 80° 26′ 13″ O | États-Unis Virginie-Occidentale             | Comté de Greenbrier / ? ? / ? | +061 882, m    | +0148, m      | WVASS Database | 2016-05   |
| 33   | Arresteliako Ziloa (Perte d'Eruso, Souffleur de Larrandaburu, Odita Lezia.) 42° 59′ 00″ N, 0° 50′ 41″ O | France Nouvelle-Aquitaine                   | Pyrénées-Atlantiques / Arette Pyrénées / Massif de La Pierre Saint-Martin-Larra                                                         | +060 943, m    | +0835, m      | ARSIP, | 2016-09   |
| 34   | Ogof Ffynnon Ddu (en) 51° 49′ 27″ N, 3° 39′ 40″ O | Royaume-Uni Pays de Galles                  | Galles du Sud / Swansea Valley (en) ? / ?                                                                                               | +060 644, m    | +0309, m      | UK Caves | 2023-01   |
| 35   | Cueva del Valle ou localement La Viejarrona ou Red del Río Silencio 43° 17′ 55″ N, 3° 25′ 09″ O | Espagne Cantabrie & Pays basque             | Cantabrie / Rasines & Biscaye / Karrantza Harana - Valle de Carranza Cordillère Cantabrique / Monts de Cantabrie (es)                   | +060 223, m    | +0502, m      | Cantabria Subterránea | 2016-05   |
| 36   | Lamprechtsofen Höhlensystem 47° 31′ 33″ N, 12° 44′ 21″ E | Autriche Salzbourg                          | District de Zell am See / Sankt Martin bei Lofer Préalpes NE / Leoganger Steinberge / Saalachtal (de)                                   | +060 000, m    | +1 735, m     | Theo Pfarr, Robert Seebacher et Lukas Plan via Bob Gulden & hoehle.org                                                                 | 2021-04   |
| 37   | Gouffre de Padirac 44° 51′ 30″ N, 1° 45′ 01″ E | France Occitanie                            | Lot / Padirac et Montvalent Causses du Quercy / Causse de Gramat                                                                        | +59 000, m     | +000315, m    | Plongeesout, SSC St Maixentais, Clan des Explorateurs de Cavernes & Heymann Renoult                                                    | 2019-11   |
| 38   | Bol'shaja Oreshnaja (ru) [ Conglomérat ] 55° 17′ 35″ N, 93° 44′ 09″ E | Russie                                      | Kraï de Krasnoïarsk / Badzhejsky ? / ?                                                                                                  | +058 000, m    | +0240, m      | International Caver 2000 p.78 | 2017-06   |
| 39   | Grotte de la Luire 44° 53′ 29″ N, 5° 25′ 52″ E | France Auvergne-Rhône-Alpes                 | Drôme / Saint-Agnan-en-Vercors Préalpes françaises / Massif du Vercors                                                                  | +057 655,m     | +0581, m      | Laurent Garnier (GSV) | 2019-09   |
| 40   | Kap-Kutan (sv) - Promezhutochnaja 37° 44′ 00″ N, 66° 26′ 00″ E | Turkménistan                                | Turkestan / ? Gissarsko-Alaï / ? | +057 000, m    | +0310, m      | RSIC | 2017-06   |
| 41   | Wakulla - Leon Sinks Cave System (en) [ noyé ] 30° 14′ 01″ N, 84° 18′ 19″ O | États-Unis Floride                          | Comté de Leon / ? & Comté de Wakulla / ? Plaine karstique de Woodville (en) / ?                                                         | +056 681, m    | +0107, m      | Casey McKinlay via Bob Gulden & Karst Hydrogeology of the Woodville Karst Plain Florida                                                | 2020-03   |
| 42   | Sistema de Atxuriaga (Complejo) 43° 15′ 56″ N, 3° 05′ 03″ O | Espagne Pays basque                         | Biscaye / Galdames ? / ? | +056 000, m    | +0546, m      | Jose Luis Membrado via Bob Gulden | 2020-08   |
| 43   | Système du Granier 45° 27′ 34″ N, 5° 55′ 39″ E | France Auvergne-Rhône-Alpes                 | Isère / ? & Savoie / ? Préalpes françaises / Massif de la Chartreuse                                                                    | +055 725, m    | +0631, m      | Spelunca no 111 | 2012-03   |
| 44   | Whigpistle System (en) 37° 07′ 11″ N, 86° 07′ 40″ O | États-Unis Kentucky                         | Comté d'Edmonson / ? ? / ? | +055 715, m    | +0096, m      | NSS / ICS Kerrville Texas | 2016-07   |
| 45   | Réseau de la Dent de Crolles 45° 19′ 34″ N, 5° 51′ 29″ E | France Auvergne-Rhône-Alpes                 | Isère / ? Préalpes françaises / Massif de la Chartreuse                                                                                 | +055 407, m    | +0690, m      | Spéléométrie de la France, CDS 38 & Scialet no 39                                                                                      | 2011-04   |
| 46   | Mamo Kananda 5° 36′ 36″ S, 142° 19′ 53″ E | Papouasie-Nouvelle-Guinée                   | Hautes-Terres méridionales / ? ? / Muller Range                                                                                         | +054 800, m    | +0528, m      | Atlas des Grandes Cavités Mondiales & Julia M James                                                                                    | 2017-06   |
| 47   | Gran Caverna de Palmarito fr:Grande caverne de Palmarito 22° 38′ 36″ N, 83° 44′ 01″ O | Cuba                                        | Province de Pinar del Río / ? ? / Sierra de Vinales                                                                                     | +054 000, m    | +0000, m      | Info CREI 2001 no 10 & EcuRed | 2001-??   |
| 48   | Réseau Bange - Pré Poulain: Benoîte - Campagnols - Goliath - Litorne - Pic Noir - Fitoja Express et Prérouge 45° 43′ 27″ N, 6° 05′ 37″ E | France Auvergne-Rhône-Alpes                 | Savoie Préalpes françaises / Massif des Bauges                                                                                          | +053 955, m    | +0865, m      | Spelunca no 111' & Spéléo Mag no 96 | 2016-12   |
| 49   | Jiangzhou Dongxuexitong (en)24° 20′ 01″ N, 106° 58′ 55″ E | Chine                                       | Guangxi / Xian de Fengshan / ? ? / ? | +053 070, m    | +0344, m      | Hongmeigui & Grottes et karsts de Chine                                                                                                | 2023-01   |
| 50   | Ml'inki (ou Mlynky) [ gypse ] 48° 57′ 21″ N, 25° 52′ 33″ E | Ukraine                                     | Ternopil / Chortkiv ? / ? | +052 923, m    | +0020, m      | Bob Gulden | 2019-01   |
| 51   | Teng Long Dong (en) (腾龙洞) fr:Grotte du Dragon Volant 30° 20′ 07″ N, 108° 58′ 55″ E | Chine                                       | Province du Hubei / Lichuan ? / ? | +052 800, m    | +0000, m      | Hongmeigui | 2016-07   |
| 52   | Sistema Yok Ha' Hanil (sistemas : Río Cristal, Pool Tunich, Río Secreto) [ semi-noyé ] 20° 37′ 35,14″ N, 87° 08′ 55,87″ O | Mexique Quintana Roo                        | Solidaridad / Playa del Carmen Péninsule du Yucatan / Riviera Maya / Xcaret Eco Park                                                    | +051 911, m    | +0024, m      | QRSS Dry Caves and Sumps, AMCS - Long Caves of Mexico 2019 & AMCS - Activities Newletter no 36 et 37                                   | 2018-11   |
| 53   | Lubang Benerat (en) en : Benarat Caverns System (Benarat Caverns, Hurricane Hole, Moon Cave, Cobweb Cave.) 4° 09′ 11,4″ N, 114° 54′ 27,8″ E | Malaisie                                    | Sarawak / ? Parc national du Gunung Mulu / ?                                                                                            | +051 039, m    | +0450, m      | Tim Allen via Bob Gulden, The Benarat Caverns System & The Clearwater Cave System                                                      | 2016-03   |
| 54   | Gamslöcher-Kolowrat Höhlensystem (de) 47° 43′ 40,5″ N, 13° 00′ 30,9″ E | Autriche Salzbourg                          | ? / ? Préalpes NE / Alpes de Berchtesgaden / Untersberg (de)                                                                            | +050 721, m    | +1 147, m     | hoehle.org & Theo Pfarr, Robert Seebacher et Lukas Plan via Bob Gulden                                                                 | 2024-04   |
| 55   | Sistema de Anielarra (ou Anialarra) (AN3-Pozo Estella, AN6-Pozo de Frontenac, AN51-Pozo de los Dos Acuarios, AN519-Pozo Ibarra, AN60-Pozo Ryob'Hilti, etc. et AN43) 42° 57′ 05″ N, 0° 44′ 59″ O                                                                                  | Espagne Navarre                             | Roncal-Salazar / Isaba-Izaba Pyrénées / Massif de Larra                                                                                 | +050 161, m    | +0858, m      | Paul De Bie et Jose Luis Membrado via Bob Gulden & Avalon                                                                              | 2024-11   |

### Cavités de développement supérieur à40 kilomètreset inférieur ou égal à50 kilomètres
28 cavités sont recensées juillet 2024 pour cette classe, notée « V » dans les tableaux de synthèse.
| Réf. | Cavités (alias, traduction, type, topo) Coordonnées | Pays Division                   | Subdivision / Localité Massif / Zone                                                                   | Développe. (m)      | Dénivelée (m) | Source / Référence                                                             | M. à jour |
| ---- | --- | ------------------------------- | --- | ------------------- | ------------- | ------------------------------------------------------------------------------ | --------- |
| 1    | Crevice Cave (en) 37° 45′ 18″ N, 89° 52′ 30″ O (approx) | États-Unis Missouri             | Comté de Perry / ? ? / ?                                                                               | +049 713, m         | +0000, m      | M.S.S. Paul Hauck, Chad McCain via Bob Gulden & Missouri Speleological Survey  | 2018-03   |
| 2    | Réseau du Trou qui souffle (TQS) 45° 09′ 02″ N, 5° 31′ 01″ E | France Auvergne-Rhône-Alpes     | Isère / Autrans-Méaudre-en-V. Préalpes françaises / Massif du Vercors                                  | +049 300, m         | +0670, m      | Spéléométrie de la France & Descent no 243 page 32                             | 2017-04   |
| 3    | Réseau des Chuats (scialet II des Chuats, scialet des Fleurs Blanches, scialet Abel, scialet des Deux Gardes) 44° 53′ 25″ N, 5° 20′ 12″ E                                                                   | France Auvergne-Rhône-Alpes     | Drôme / Bouvante Préalpes françaises / Massif du Vercors                                               | +49 300, m          | +0368, m      | Speleo Vercors, Plongeesout & CDS 26 & Interclubs Chuats                       | 2023-07   |
| 4    | Sistema de Itxina'pe Sarea 43° 04′ 47″ N, 2° 48′ 33″ O | Espagne Pays basque             | Biscaye / Gorbea ? / ?                                                                                 | +049 150, m         | +0310, m      | Jose Luis Membrado via Bob Gulden & Cavitats-Subterranies                      | 2018-10   |
| 5    | Réseau Garde-Cavale-Perrin 45° 39′ 10″ N, 5° 59′ 01″ E | France Auvergne-Rhône-Alpes     | Savoie / Les Déserts Préalpes françaises / Massif des Bauges                                           | +048 475, m         | +0325, m      | Spéléométrie de la France, Robert Durand[réf. nécessaire] & Spelunca no 94     | 2016-01   |
| 6    | Sistema Toh Ha (sistema Sac Be Ha ; cueva Chan Hol ; …) [ noyé ] 20° 09′ 28,41″ N, 87° 34′ 09,54″ O | Mexique Quintana Roo            | Tulum / ? Péninsule du Yucatan / Riviera Maya                                                          | +047 746, m         | +0013, m      | QRSS Long Underwater Caves & Barbara Dwyer                                     | 2019-07   |
| 7    | Scott Hollow Cave 37° 41′ 00″ N, 80° 33′ 30″ O | États-Unis Virginie-Occidentale | Comté de Monroe / ? ? / ?                                                                              | +047 476, m         | +0174, m      | WVASS Spring Meeting via Bob Gulden & Caves and Karst of the Greenbrier Valley | 2009-05   |
| 8    | Omega System 36° 51′ 05,57″ N, 82° 41′ 59,6″ O | États-Unis Virginie             | Comté de Wise / ? ? / ?                                                                                | +047 363, m         | +0385, m      | Benjamin Schwartz, Mike Ficco via Bob Gulden & Encyclopedia of Caves           | 2014-06   |
| 9    | Sistema Garra de Jaguar fr: Système Griffe de Jaguar | Mexique Quintana Roo            | Solidaridad / Paamul Péninsule du Yucatan / Riviera Maya                                               | +047 279, m         | NC            | AMCS - Long caves of Mexico 2019                                               | 2019-07   |
| 10   | Er Wang Dong (en) 29° 35′ 07″ N, 107° 59′ 59″ E | Chine                           | Chongqing / Xian de Wulong ? / ?                                                                       | +047 199, m         | +0441, m      | Erin Lynch via Bob Gulden & Grottes et karsts de Chine                         | 2023-01   |
| 11   | Delissea Cave System [ tube de lave ] 19° 46′ 38,75″ N, 155° 58′ 12,75″ O | États-Unis Hawaï                | Comté d'Hawaï / District de Kona Nord / Kalaoa / Huehue Île d'Hawaï / Hualālai / Pu’uwa’awa’a ahupua’a | +047 009, m         | +1 100, m     | Peter Bosted via Bob Gulden, Douglas Medville & Delissea Cave System in Hawaii | 2020-12   |
| 12   | Memorial Day Cave | États-Unis Virginie-Occidentale | Comté de Pendleton / ? ? / ?                                                                           | +046 719, m         | +0171, m      | GVKS-Peter Penczer via Bob Gulden & Ralph Hartley                              | 2020-02   |
| 13   | Bojiyan 28° 15′ 12″ N, 107° 13′ 37″ E | Chine                           | Province du Guizhou / Ville-préfecture de Zunyi / Xian de Suiyang ? / ?                                | +046 624, m         | +0591, m      | Grottes et karsts de Chine                                                     | 2023-01   |
| 14   | Sistema Arañonera-Tendenera (Sima S1-S2) 42° 40′ 46″ N, 0° 08′ 33″ O | Espagne Aragon                  | Province de Huesca / ? Pyrénées / ?                                                                    | +046 430, m         | +1 349, m     | Jose Luis Membrado via Bob Gulden & aceccotiella                               | 2024-01   |
| 15   | Kipuka Kanohina (Kula Kai Caverns) [ tube de lave ] 19,0326° N, 155,8157° O | États-Unis Hawaï                | Comté d'Hawaï / ? Île d'Hawaï / ?                                                                      | +046 188, m         | +0232, m      | Bob Richards via Bob Gulden                                                    | 2011-03   |
| 16   | grottes de Santo Tomás 22° 32′ 51″ N, 83° 50′ 35″ O | Cuba                            | Province de Pinar del Río / Viñales sierra de los Organos / vallée de Viñales                          | +046 000, m         | NC            | The NSS News V57 N10 P300                                                      | 1999-10   |
| 17   | Réseau du gouffre Berger (par ordre de découverte : Berger, Puits Marry, Elfes, Rhododendrons, Cairn, Fromagère, Cheval-Vapeur, Nicolas, Œil-du-lapin, Laitière-Mutante, Delta) 45° 13′ 09″ N, 5° 36′ 17″ E | France Auvergne-Rhône-Alpes     | Isère / Engins et Noyarey Préalpes françaises / Massif du Vercors                                      | +045 679, m         | +1 271, m     | Scialet no 50 & Scialet no 45                                                  | 2025-01   |
| 18   | Sistem Migovec (en) (M16, Kavkna jama, Jama strgane srajce, Vrtnarija, Vilinska jama) 46° 14′ 49″ N, 13° 45′ 39″ E                                                                                          | Slovénie                        | Littoral slovène / Tolmin Alpes juliennes / Parc national du Triglav / Zaledje Tolminke                | +045 329, m         | +0972, m      | JZS, Delo & David Wilson + Marko Erker via Bob Gulden                          | 2024-07   |
| 19   | Frauenmauer-Langstein Höhlensystem (de) 47° 33′ 53″ N, 14° 58′ 19″ E | Autriche Styrie                 | Districts de Leoben et Bruck-Mürzzuschlag / ? Préalpes NE / Massif du Hochschwab                       | +045 143, m         | +0692, m      | Theo Pfarr, Robert Seebacher & Lukas Plan via Bob Gulden & hoehle.org          | 2024-04   |
| 20   | Réseau de la Diau 45° 57′ 33″ N, 6° 17′ 03″ E | France Auvergne-Rhône-Alpes     | Haute-Savoie / Val-Glières Préalpes françaises / Massif des Bornes / Parmelan                          | +045 000, m         | +0700, m      | Bernard Hauser via Bob Gulden                                                  | 2011-12   |
| 21   | Nam Dôn cave system (Tham Koun Dôn, Tham Houay Saï…) 17° 33′ 45,3″ N, 104° 52′ 47,36″ E | Laos                            | Province de Khammouane / Ban Na ? / ?                                                                  | +045 000, m estimés | +0260, m      | Charles Ghommidh Explo-Laos                                                    | 2019-??   |
| 22   | Kolkbläser-Monster Höhlensystem (de) 47° 29′ 17,6″ N, 12° 53′ 02,3″ E | Autriche Salzbourg              | ? / ? Préalpes NE / Alpes de Berchtesgaden / Steinernes Meer                                           | +044 487, m         | +0711, m      | Theo Pfarr, Robert Seebacher & Lukas Plan via Bob Gulden & hoehle.org          | 2021-04   |
| 23   | Cumberland Caverns (en) [ salpêtre ] 35° 40′ 09″ N, 85° 40′ 51″ O | États-Unis Tennessee            | Comté de Warren / ? ? / ?                                                                              | +044 444, m         | +0061, m      | Charles Cole via Bob Gulden                                                    | 1992-03   |
| 24   | Complesso di Piaggia Bella 44° 10′ 01,3″ N, 7° 42′ 22,13″ E | Italie Piémont                  | Province de Coni / Briga Alta Alpes ligures / Marguareis (it)                                          | +043 000, m         | +0961, m      | Openspeleo & SSI                                                               | 2007-12   |
| 25   | Peștera Vântului (ro) fr:Grotte du Vent 46° 56′ 21″ N, 22° 32′ 37″ E | Roumanie                        | Județ de Bihor / Șuncuiuș Carpates occidentales roumaines / Monts Apuseni / Padurea Craiului (ro)      | +042 165, m         | +0170, m      | Réserve naturelle Pestera Vantului & Peștera Vântului                          | 2019-10   |
| 26   | Réseau du Clot d'Aspres 45° 01′ 11″ N, 5° 34′ 34″ E | France Auvergne-Rhône-Alpes     | Isère / Villard-de-Lans Préalpes françaises / Massif du Vercors                                        | +042 000, m         | +1 066, m     | Speleo & Xavier Robert via Bob Gulden                                          | 2019-04   |
| 27   | Eisriesenwelt 47° 30′ 10″ N, 13° 11′ 23″ E | Autriche Salzbourg              | ? / ? Préalpes NE / Tennengebirge                                                                      | +042 000, m         | +0442, m      | hoehle.org & Theo Pfarr, Robert Seebacher et Lukas Plan via Bob Gulden         | 2021-04   |
| 28   | Cueva del Tecolote fr:Grotte du Hibou 23° 51′ 43,7″ N, 99° 22′ 38,8″ O | Mexique Tamaulipas              | Los San Pedros / ? ? / ?                                                                               | +040 475, m         | +0424, m      | Mark Minton via Bob Gulden, AMCS                                               | 2016-05   |

### Cavités de développement supérieur à30 kilomètreset inférieur ou égal à40 kilomètres
59 cavités sont recensées, janvier 2025, dans cette classe, notée « VI » dans les tableaux de synthèse.
| Réf. | Cavités (alias, traduction, type, topo) Coordonnées | Pays Division                   | Subdivision / Localité Massif / Zone                                                                                                   | Développe. (m) | Dénivelée (m) | Source / Référence | M. à jour |
| ---- | --- | ------------------------------- | --- | -------------- | ------------- | --- | --------- |
| 1    | Sistema Buso della Rana / Pisarela (it) 45° 40′ 02″ N, 11° 21′ 43″ E | Italie Vénétie                  | Province de Vicence / Monte di Malo Préalpes vénètes / Faedo-Casaron                                                                   | +040 000, m    | +0274, m      | Buso della Rana | 2017-06   |
| 2    | Sloans Valley Cave System 36° 56′ 32,36″ N, 84° 31′ 33,3″ O | États-Unis Kentucky             | Comté de Pulaski / ? ? / ? | +039 654, m    | +0073, m      | The International Caver no 19 p23 & Western Kentucky University                                                                  | 1997-05   |
| 3    | Sistema Gorges d'Escuain (B-15 = Sima de los Planos de Revilla, B-7 = Meandrico de Gurrundué y B-1 = Fuentes de Escuaín o Fuente de Los Viveros) 42° 37′ 29″ N, 0° 07′ 17″ E                                           | Espagne Aragon                  | Province de Huesca / Sobrarbe / Puértolas / Escuaín (an) Pyrénées / Parc national d'Ordesa et du Mont-Perdu / Gorges d'Escuain         | +039 649, m    | +1 151, m     | Jose Luis Membrado via Bob Gulden, FAE & aceccotiella                                                                            | 2024-01   |
| 4    | Amatérská jeskyně (Jeskyně 13C (cs), Propast Macocha, Jeskyně Nová Rasovna (cs), Jeskyně Piková dáma (cs), Punkevní jeskyně, Sloupsko-šošůvské jeskyně (cs), Jeskyně Spirálka (cs)) 49° 23′ 12,84″ N, 16° 44′ 43,08″ E | République tchèque              | Moravie-du-Sud / District de Blansko / Sloup et Holštejn Brněnská vrchovina (cs) / Drahanská vrchovina (cs) / Karst Morave             | +039 146, m    | +0497, m      | Libor Faitl | 2013-01   |
| 5    | Silberensystem (Schwyzerschacht) (de) 46° 59′ 00″ N, 8° 53′ 00″ E | Suisse Canton de Schwytz        | District de Schwytz / Muotathal Suisse centrale / Muotatal                                                                             | +039 144, m    | +0888, m      | Cavelist | 2020-02   |
| 6    | Chiquibul Cave System (en) (Cebaba & Actun Tunkul) 16° 38′ 36,3″ N, 89° 04′ 46,2″ O | Belize                          | ? / ? Chiquibul National Park / Mont Junea                                                                                             | +039 000, m    | +0160, m      | Tom Miller & Meermann et Moore                                                                                                   | 2002-01   |
| 7    | Illaminako Ateetako Leizea/Sima de las Puertas de Illamina (BU-56) et Sima de la Hoya de Portillo de Larra (A-60) 42° 55′ 37″ N, 0° 45′ 28″ O                                                                          | Espagne Navarre & Aragon        | Roncal-Salazar / Isaba-Izaba & Province de Huesca Ansó Pyrénées / Massif de Larra-Belagua / Mont Budogia                               | +038 913, m    | +1 340, m     | Jose Luis Membrado + Caver Tim via Bob Gulden, Avalon, Niphargus, CEC-Desarrollo, Karaitza 25, Larra Espeleo, & ARSIP info no 96 | 2025-01   |
| 8    | Xanadu Cave System | États-Unis Tennessee            | Comté de Fentress / ? ? / ? | +038 724, m    | +0070, m      | Tennessee Cave Survey & NSS | 2020-02   |
| 9    | Tianxing Dongxuexitong (alias QiKengdong) zh:气坑洞 en:Misty Wind Cave) 29° 12′ 57″ N, 107° 55′ 46″ E | Chine                           | Chongqing / Xian de Wulong ? / ? | +038 546, m    | +1 020, m     | Erin Lynch & Grottes et karsts de Chine                                                                                          | 2011-??   |
| 10   | Nettlebed (en) / Stormy Pot System (entrée sup. : Blizzard Pot) 41° 15′ 18″ S, 172° 41′ 34″ E | Nouvelle-Zélande                | Tasman / ? Île du Sud / Mont Arthur (en)                                                                                               | +038 252, m    | +1 174, m     | NZSC > Cave Statistics | 2019-11   |
| 11   | Sistema de Pan de Azucar fr:Réseau du Pain de Sucre | Cuba                            | Province de Pinar del Río / ? Cordillère de Guaniguanico / Sierra del Rosario                                                          | +038 000, m    | NC            | The NSS News V57 N10 P300 | 1999-10   |
| 12   | Sistema Cuetzalan - Atepolihuit 20° 01′ 09,64″ N, 97° 32′ 57,37″ O | Mexique Puebla                  | Cuetzalan (en) / ? ? / ? | +037 676, m    | +0658, m      | Mark Minton via Bob Gulden | 2016-06   |
| 13   | Greenlink - Middle Earth System 40° 59′ 31,59″ S, 172° 53′ 34,46″ E | Nouvelle-Zélande                | Tasman / ? Île du Sud / Tākaka Hill (en)                                                                                               | +037 323, m    | +0397, m      | NZSC > Cave Statistics | 2023-01   |
| 14   | Sistema Sistema Cueto - Coventosa - Garma de Bucebron -Cubera - Corzo 43° 15′ 06″ N, 3° 37′ 36″ O | Espagne Cantabrie               | Asón-Agüera (es) / Arredondo Cordillère Cantabrique / Porracolina (es)                                                                 | +037 258, m    | +0829, m      | Cantabria Subterránea & Cuevas del Asón                                                                                          | 2021-01   |
| 15   | Moore Cave System (Berome & Tom) 37° 45′ 44″ N, 89° 54′ 03″ O | États-Unis Missouri             | Comté de Perry / ? ? / ? | +037 079, m    | +0042, m      | Chad McCain via Bob Gulden & NSS Caves Files                                                                                     | 2020-12   |
| 16   | The Hole (Boggs Cave) | États-Unis Virginie-Occidentale | Comté de Greenbrier / ? ? / ? | +037 020, m    | +0069, m      | Bill Balfour via Bob Gulden | 1991-09   |
| 17   | Sistema Lecherines 42° 44′ 46″ N, 0° 32′ 26″ O | Espagne Aragon                  | Province de Huesca / Borau et Villanúa Pyrénées / Macizo de Aspe                                                                       | +037 000, m    | +1 009, m     | Jose Luis Membrado via Bob Gulden & Centro de Espeleología de Aragon & aceccotiella                                              | 2024-01   |
| 18   | Cueva (La) Vallina (VT.100) 43° 16′ 58″ N, 3° 36′ 59″ O | Espagne Cantabrie               | Asón-Agüera (es) / Arredondo Cordillère Cantabrique / Porracolina (es)                                                                 | +036 771, m    | +0197, m      | Juan Corrin + Jose Luis Membrado via Bob Gulden & Matienzo Caves                                                                 | 2022-11   |
| 19   | Sistemul Poienita - Humpleu (Peștera Mare de pe Valea Firei (ro),…) 46° 39′ 55″ N, 22° 48′ 52″ E | Roumanie                        | Județ de Cluj / Mărgău / Răchiţele (ro) / Doda Pilii Carpates occidentales roumaines / Monts Apuseni / Monts Bihor (ro)                | +036 600, m    | +0314, m      | International Caver #11 & Speologie                                                                                              | 2010-11   |
| 20   | Système Mawangdong - Lingshandong - Meidongwan - Xiangshuidong (麻王洞, 灵山洞, 煤洞湾, 响水洞) 28° 34′ 58″ N, 107° 17′ 15″ E                                                                                          | Chine                           | Guizhou / Xian de Zheng'an ? / ? | +036 463, m    | +0534, m      | Grottes et karsts de Chine | 2023-01   |
| 21   | Coral Cave System 37° 00′ 35,95″ N, 84° 28′ 51,81″ O | États-Unis Kentucky             | Comté de Pulaski / ? ? / ? | +036 307, m    | +0104, m      | Larry C. Simpson et Lee J. Florea                                                                                                | 2013-12   |
| 22   | Sugar Run Cave System | États-Unis Virginie             | Comté de Giles / ? ? / ? | +036 291, m    | +0219, m      | Bob Gulden | 2020-02   |
| 23   | Grotta della Bigonda (it) 46° 01′ 00″ N, 11° 37′ 00″ E | Italie Trentin-Haut-Adige       | Province de Trente / Ospedaletto / Selva di Grigno Préalpes vénètes / Altoplano di Asiago (it) / Valsugana                             | +036 200, m    | +0458, m      | Speleologia no 68 (p. 102-103) & Protezione Civile                                                                               | 1996-??   |
| 24   | Complesso dei Piani Eterni 46° 09′ 17,39″ N, 12° 00′ 07,41″ E | Italie Vénétie                  | Province de Belluno / Cesiomaggiore Préalpes SE / Dolomites / Erera-Brendol - Piani Eterni                                             | +036 160, m    | +1 052, m     | Dolomiti Bellunesi, Speleologia no 53 & Speleologia no 68                                                                        | 2020-10   |
| 25   | Lost River Cave System (en) 38° 32′ 14″ N, 86° 49′ 14″ O | États-Unis Indiana              | Comté d'Orange / ? ? / ? | +035 727, m    | +0029, m      | Mark Deebel & Bob Gulden | 2020-02   |
| 26   | Lilburn Cave 36° 40′ 30″ N, 118° 54′ 29″ O | États-Unis Californie           | Comté de Tulare / ? ? / ? | +035 679, m    | +0155, m      | Jed Mosenfelder, Bob Gulden & The Daily Republican Newspaper                                                                     | 2020-02   |
| 27   | Tantalhöhle (de) 47° 29′ 45″ N, 13° 04′ 55″ E | Autriche Salzbourg              | District de Sankt Johann im Pongau / Werfen Préalpes NE / Alpes de Berchtesgaden / Hagengebirge (de)                                   | +035 520, m    | +0435, m      | hoehle.org & Theo Pfarr, Robert Seebacher et Lukas Plan via Bob Gulden                                                           | 2022-01   |
| 28   | Chestnut Ridge Cave System 38° 11′ 44,51″ N, 79° 36′ 55,99″ O | États-Unis Virginie             | Comté de Bath / ? ? / ? | +035 507, m    | +0248, m      | Gregg Clemmer, Mike Ficco, BCCS & William B. White                                                                               | 2019-10   |
| 29   | Cueva del Rescaño - Torca de la Luna Llena (Cueva de Udías) 43° 20′ 29″ N, 4° 14′ 12″ O | Espagne Cantabrie               | Costa Occidental (es) / Udías / Cobijón (es) ? / ?                                                                                     | +035 196, m    | +0216, m      | Jose Luis Membrado via Bob Gulden & Speleoclub cantabro                                                                          | 2020-11   |
| 30   | Demanovsky jaskynny system (cs) 49° 00′ 18″ N, 19° 35′ 13″ E | Slovaquie                       | ? / ? Carpates occidentales intérieures / Basses Tatras / Ďumbierske Tatry (sk) / Demänovské vrchy (sk)                                | +035 116, m    | +0196, m      | SK Drienka & Pavel Herich via Bob Gulden                                                                                         | 2021-02   |
| 31   | Réseau du Verneau 46° 58′ 44″ N, 6° 00′ 20″ E | France Bourgogne-Franche-Comté  | Doubs / Déservillers Massif du Jura / ?                                                                                                | +035 000, m    | +0387, m      | Jean-Yves Bigot & Spelunca no 148                                                                                                | 2017-01   |
| 32   | Toca da Barriguda (en) 10° 08′ 27″ S, 40° 51′ 08″ O | Brésil Bahia                    | Microrégion de Senhor do Bonfim / Campo Formoso Chapada Diamantina / ?                                                                 | +035 000, m    | +0061, m      | Lilia Horta via Bob Gulden & Cadastro Nacional de Cavernas do Brasil                                                             | 2021-06   |
| 33   | Mesačný tieň (sk) 49° 12′ 53″ N, 20° 07′ 32″ E | Slovaquie                       | ? / ? Východné Tatry / Vysoké Tatry / Javorinská Široká                                                                                | +034 994, m    | +0451, m      | SK Drienka, Brano Šmida & Mesacny tien                                                                                           | 2021-02   |
| 34   | Sistema Azpilicueta - Coteron - Renada (Sistema de la Vega) 43° 18′ 22″ N, 3° 36′ 42″ O | Espagne Cantabrie               | Asón-Agüera (es) / Ruesga Cordillère Cantabrique / Porracolina (es)                                                                    | +034 783, m    | +0339, m      | José Luis Membrado via Bob Gulden                                                                                                | 2019-09   |
| 35   | Sistema de la Peña de Mediodia 42° 40′ 52″ N, 0° 23′ 37″ O | Espagne Aragon                  | Province de Huesca / ? Pyrénées / ? | +034 707, m    | +0909, m      | Jose Luis Membrado via Bob Gulden, Espeleobloc & aceccotiella                                                                    | 2024-01   |
| 36   | Atea Kananda (en) 5° 37′ 08,62″ S, 142° 21′ 32,54″ E | Papouasie-Nouvelle-Guinée       | Hautes-Terres méridionales / ? ? / ?                                                                                                   | +034 500, m    | +0350, m      | The British Caver v.94-95 | 1985-??   |
| 37   | Sistema Oztotl (Rosetta -Tepetzala) | Mexique Puebla                  | Zoquitlán (es) / ? Cordillère Néovolcanique / Sierra Negra                                                                             | +034 188, m    | +0878, m      | Regards 83, Regards 84 & GSAB | 2017-??   |
| 38   | Réseau des Grottes aux Fées de Vallorbe 46° 41′ 52″ N, 6° 20′ 44″ E | Suisse canton de Vaud           | District du Jura-Nord vaudois / Vallorbe Massif du Jura / Jura vaudois                                                                 | +034 119, m    | +0227, m      | La Côte, cavelist.naeff.ch & speleo-lausanne.ch                                                                                  | 2025-01   |
| 39   | Sistema Majaguas - Cantera 21° 33′ 24″ N, 83° 03′ 12″ O | Cuba                            | Province de Pinar del Río / ? ? / Sierra de San Carlos                                                                                 | +034 000, m    | NC            | The International Caver & ÉcuRed                                                                                                 | 2000-??   |
| 40   | Hidden River System (Hicks Cave) 37° 10′ 45,7″ N, 85° 54′ 21,15″ O | États-Unis Kentucky             | Comté de Hart / ? ? / ? | +033 957, m    | +0049, m      | Carbide Caver v.7 I.10 p.111 | 1998-10   |
| 41   | Culverson Creek Cave System 37° 56′ 30,85″ N, 80° 27′ 09,33″ O | États-Unis Virginie-Occidentale | Comté de Greenbrier / ? ? / ? | +033 680, m    | +0100, m      | WVASS Database & Bob Gulden | 2020-02   |
| 42   | Réseau de Bunant 45° 57′ 42″ N, 6° 15′ 17″ E | France Auvergne-Rhône-Alpes     | Haute-Savoie / Thorens et Glières Préalpes françaises / Massif des Bornes / Massif du Parmelan                                         | +033 500, m    | +0370, m      | Guy Masson & Jean-François Ray (CDS 74)                                                                                          | 2017-01   |
| 43   | Bluespring Caverns (en) 38° 47′ 46″ N, 86° 32′ 46″ O | États-Unis Indiana              | Comté de Lawrence / ? ? / ? | +033 635, m    | +0043, m      | Dave Tibbets & Bob Gulden | 2020-02   |
| 44   | Ellis Basin System (en) (Tomo Thyme, Exhaleair & Exhalibur) 41° 15′ 56,27″ S, 172° 41′ 13,78″ E | Nouvelle-Zélande                | Tasman / ? Île du Sud / Mont Arthur (en)                                                                                               | +033 400, m    | +0993, m      | NZSC > Cave Statistics | 2019-11   |
| 45   | Honey Creek Cave 29° 50′ 47,03″ N, 98° 29′ 29,61″ O< | États-Unis Texas                | Comté de Comal / ? ? / ? | +033 296, m    | +0038, m      | NSS News, George Veni, Texas Speleological Survey via Jerry Atkinson & The Texas Caver                                           | 2014-08   |
| 46   | Ogof Agen Allwedd (en) 51° 49′ 50″ N, 3° 09′ 17″ O | Royaume-Uni Pays de Galles      | Galles du Sud / Llangattock ? / ? | +032 800, m    | +0160, m      | UK Caves | 2023-01   |
| 47   | Carroll Cave 37° 56′ 27,35″ N, 92° 30′ 52,4″ O | États-Unis Missouri             | Comté de Camden / ? ? / ? | +032 686, m    | +0068, m      | Bob Lerch & Mospeleo | 2019-03   |
| 48   | Terikan System | Malaisie                        | Sarawak / ? Parc national du Gunung Mulu / Gunung Benarat                                                                              | +032 573, m    | +0185, m      | Matt Kirby via Bob Gulden & Mulu Caves Project                                                                                   | 2005-10   |
| 49   | Cueva de los Chorros 38° 27′ 01″ N, 2° 26′ 11″ O | Espagne Castille-La Manche      | Province d'Albacete / Sierra de Alcaraz / Riópar ? / ?                                                                                 | +032 500, m    | +0130, m      | Espeleo-Gaes | 2004-07   |
| 50   | Réseau de Coufin-Chevaline (Grotte de Choranche) 45° 04′ 29″ N, 5° 23′ 53″ E | France Auvergne-Rhône-Alpes     | Isère / Choranche Préalpes françaises / Massif du Vercors                                                                              | +032 301, m    | +0411, m      | Jean-Yves Bigot & Dominique Artru                                                                                                | 2017-12   |
| 51   | Szepvolgyi System ou Pálvölgyi-Mátyáshegyi System 47° 31′ 58″ N, 19° 00′ 57″ E | Hongrie                         | Budapest / ? ? / ? | +032 050, m    | +0121, m      | BR Gabor Losonci, Gergelv Ambrus, IJS 44 (2), Ariadneegyesulet & TVHAT                                                           | 2018-09   |
| 52   | Gap Cave System (en) [C.G.N.H.P.] (Gap Cave alias King Solomon's, Cudjo's, Stream, Soldiers Cave, Big Saltpeter Cave, Wellhole.) 36° 36′ 14,53″ N, 83° 40′ 22,78″ O                                                    | États-Unis Virginie             | Comté de Lee / ? ? / ? | +032 000, m    | +0150, m      | Bob Gulden | 2019-04   |
| 53   | Klarahöhle (de) | Autriche Haute-Autriche         | District de Kirchdorf an der Krems / Rosenau am Hengstpaß et Roßleithen Préalpes NE / Préalpes de Haute-Autriche / Sengsengebirge (de) | +031 515, m    | +0472, m      | hoehle.org & Theo Pfarr, Robert Seebacher et Lukas Plan via Bob Gulden                                                           | 2024-04   |
| 54   | Kihaje Xontjoa | Mexique Oaxaca                  | ? / ? Sierra Madre orientale / Cerro Rabón (es)                                                                                        | +031 373, m    | +1 223, m     | Association for Mexican Cave Studies & AMCS                                                                                      | 2016-06   |
| 55   | Krem Liat Prah System (en) (Krem Liat Prah (en), Krem Um IM, Krem Labbit, Krem Robong) 25° 18′ 36,4″ N, 92° 30′ 00″ E                                                                                                  | Inde                            | Meghalaya / District des East Jaintia Hills Patkai / Jaintia Hills                                                                     | +031 279, m    | NC            | Ambient Science, Indian Caving & Descent 275(p.15)                                                                               | 2020-08   |
| 56   | Weeki Wachee Spring (en) [ noyé ] 28° 31′ 02,6″ N, 82° 34′ 24,4″ O | États-Unis Floride              | Comté de Hernando / ? ? / ? | +031 085, m    | +0124, m      | Andrew Pitkin via Bob Gulden | 2019-10   |
| 57   | Verborgene Höhle | Autriche Haute-Autriche         | ? / ? Préalpes NE / Totes Gebirge | +030 956, m    | +0365, m      | hoehle.org & Theo Pfarr, Robert Seebacher et Lukas Plan via Bob Gulden                                                           | 2021-04   |
| 58   | Cosanostraloch - Berger - Platteneck Höhlensystem (de) 47° 33′ 27″ N, 13° 13′ 16″ E | Autriche Salzbourg              | ? / ? Préalpes NE / Tennengebirge | +030 396, m    | +1 291, m     | hoehle.org & Theo Pfarr, Robert Seebacher et Lukas Plan via Bob Gulden                                                           | 2021-04   |
| 59   | Bettenhöhle (de) 46° 47′ 17,5″ N, 8° 17′ 22,9″ E | Suisse Canton d'Obwald          | Suisse centrale / Canton d'Obwald / Kerns Alpes centrales / Alpes uranaises / karst de Melchsee-Frutt                                  | +030 022, m    | +0804, m      | neko.ch & speleo-lausanne.ch & cavelist                                                                                          | 2022-03   |

### Cavités de développement supérieur à25 kilomètreset inférieur ou égal à30 kilomètres
46 cavités sont recensées, avril 2024, dans cette classe, notée « VII » dans les tableaux de synthèse.
| Réf.  | Cavités (alias, traduction, type, topo) Coordonnées | Pays Division                    | Subdivision / Localité Massif / Zone | Développe. (m)                | Dénivelée (m) | Source / Référence | M. à jour |
| ----- | --- | -------------------------------- | --- | ----------------------------- | ------------- | --- | --------- |
| 1     | Abisso Bueno Fonteno 45° 45′ 09″ N, 9° 59′ 34″ E | Italie Lombardie                 | Bergame / Fonteno ? / ? | +030 000, m                   | +0672, m      | Speleologia no 75, Prolocolacollina, Bergamo Post & Progetto Sebino | 2016-04   |
| 2     | Complesso Fiume-Vento (Grottes de Frasassi) 46° 23′ 04″ N, 13° 30′ 11″ E | Italie Marches                   | Province d’Ancône / Genga Apennin central / monte Valmontagnana                                                                            | +030 000, m                   | +0245, m      | SSI & Frasassi GSM | 2017-06   |
| 3     | Grießkar Höhlensystem (Platten und Elferkogleschacht) 47° 42′ 37,3″ N, 13° 56′ 59,4″ E                                                                                             | Autriche Haute-Autriche & Styrie | District de Gmunden / Grünau im Almtal & District de Liezen / Grundlsee Préalpes NE / Totes Gebirge                                        | +029 724, m                   | +0779, m      | hoehle.org, Spéléo mag no 93, Bourses-expe, Dachstein et Totes Gebirge, Theo Pfarr, Robert Seebacher et Lukas Plan via Bob Gulden , Le Karst Comtois & Feuille de chou no 44. | 2024-04   |
| 4     | Réseau du gouffre Jean-Bernard 46° 06′ 07″ N, 6° 46′ 48″ E | France Auvergne-Rhône-Alpes      | Haute-Savoie / Samoëns Préalpes françaises / Haut-Giffre                                                                                   | +029 558, m                   | +1 612, m ,   | Spelunca no 103 & Groupe spéléo Vulcain | 2024-07   |
| 5     | Sistema de Tepepa (Ehecatl + Niebla + Xalltégoxtli + Pozo 4) 18° 21′ 03,69″ N, 96° 52′ 06,56″ O                                                                                    | Mexique Puebla                   | ? / ? Cordillère néovolcanique / Sierra Negra                                                                                              | +029 401, m                   | +0968, m      | AMCS - Long & Deep Caves 2019, Mexpé & AMCS - Activities Newletter no 27 | 2019-??   |
| 6     | Butler-Sinking Creek System 38° 11′ 17″ N, 79° 39′ 00″ O | États-Unis Virginie              | Comté de Bath / ? ? / ? | +029 065, m                   | +0190, m      | VSS Long Cave List, Tony Canike + Mark Minton via Bob Gulden & William B. White                                                                                               | 2016-09   |
| 7     | Windy Mouth (Wind) Cave | États-Unis Virginie-Occidentale  | Comté de Greenbrier / ? ? / ? | +028 968, m                   | NC m          | Jim Hixson | 1989-02   |
| 8     | Ötscher-Höhlensystem (de) (Geldloch et Tabenloch) 47° 51′ 44″ N, 15° 13′ 00″ E | Autriche Basse-Autriche          | District de Lilienfeld / Mitterbach am Erlaufsee Alpes d'Ybbstal / Ötscher / Rauer Kamm (de)                                               | +028 608, m                   | +0662, m      | hoehle.org & Theo Pfarr, Robert Seebacher et Lukas Plan via Bob Gulden | 2021-04   |
| 9     | Réseau de Francheville [ partiellement noyé ] 47° 27′ 15″ N, 4° 53′ 48″ E | France Bourgogne-Franche-Comté   | Côte-d'Or / Francheville ? / ? | +28 530, m                    | +000170, m    | CDS 21, CSR Bourgogne Franche-Comté & Plongeesout | 2014-01   |
| 10    | Réseau d'Andranomiditra | Madagascar                       | Ankarana / Diego-Suarez ? / ? | +028 352, m [réf. nécessaire] | NC m          | FFS/CREI | 2017-12   |
| 11    | Sistema Caterpillar fr:Système Chenille (sistema : Blue Pitbull ; Cenote : Xulo ; …) [ noyé ] 20° 03′ 41″ N, 87° 37′ 39″ O                                                         | Mexique Quintana Roo             | Tulum / ? Péninsule du Yucatan / Riviera Maya                                                                                              | +028 253, m                   | +0029, m      | QRSS Long Caves List | 2019-07   |
| 12    | Fitton (Beauty) Cave 36° 05′ 27,3″ N, 93° 14′ 00,01″ O | États-Unis Arkansas              | Comté de Newton / ? ? / ? | +028 164, m                   | +0095, m      | Scott House via Bob Gulden | 2013-02   |
| 13    | Kuchlberg-Höhlensystem (Gamskar, Felsbrückenhöhle…) 47° 33′ 18″ N, 13° 16′ 01″ E                                                                                                   | Autriche Salzbourg               | District de Hallein / Scheffau am Tennengebirge Préalpes NE / Tennengebirge                                                                | +028 108, m                   | +0771, m      | hoehle.org, Salzburg wiki & Theo Pfarr, Robert Seebacher et Lukas Plan via Bob Gulden                                                                                         | 2024-04   |
| 14    | Jägerbrunntrog Höhlensystem | Autriche Salzbourg               | ? / ? Préalpes NE / Alpes de Berchtesgaden / Hagengebirge (de)                                                                             | +028 026, m                   | +1 078, m     | hoehle.org & Theo Pfarr, Robert Seebacher et Lukas Plan via Bob Gulden | 2021-04   |
| 15    | Sistemul Varasoaia (V5-V24) 46° 37′ 07,05″ N, 22° 42′ 03,75″ E | Roumanie                         | Județ de Bihor / ? Carpates occidentales roumaines / Monts Bihors                                                                          | +028 000, m                   | +0653, m      | Victor Ursu et Alex Pologea via Bob Gulden & Speologie | 2020-06   |
| 16    | Ogog y Daren Cilau System (en) 51° 49′ 50″ N, 3° 09′ 17″ O | Royaume-Uni Pays de Galles       | Galles du Sud / ? Llangattock / ? | +028 000, m                   | +0232, m      | UK Caves | 2010-11   |
| 17    | Old Homestead Cave (en) 31° 09′ 10,1″ S, 127° 57′ 34,2″ E | Australie Australie-Occidentale  | ? / ? Plaine de Nullarbor / ? | +028 000, m                   | +0000, m      | International Caver No.7 | 1995-??   |
| 18    | Nam Non cave system 18° 01′ 38″ N, 104° 41′ 19″ E | Laos                             | Province de Khammouane / ? ? / ? | +028 000, m estimés           | +0000, m      | Caves of Malaysia & Explo-Laos | 2019-??   |
| 19    | Hualalai Ranch Cave [ tube de lave ] 19° 44′ 34,06″ N, 155° 55′ 53,78″ O | États-Unis Hawaï                 | Hawaï / Comté d'Hawaï ? /? | +027 785, m                   | +0442, m      | Doug Medville | 2007-03   |
| 20    | Thornhill Cave System | États-Unis Kentucky              | Comté de Breckinridge / ? ? / ? | +027 732, m                   | NC m          | Arron Reed Louisville Grotto | 2001-11   |
| 21    | Coldwater Cave (en) 43° 26′ 28″ N, 91° 57′ 37″ O | États-Unis Iowa                  | Comté de Winneshiek / ? ? / ? | +027 367, m                   | +0024, m      | Larry Welch | 2013-07   |
| 22    | Kingsdale Master Cave System (en) 54° 11,559′ N, 2° 28,239′ O | Royaume-Uni Angleterre           | Yorkshire / ? Northern Dales | +027 000, m                   | +0165, m      | UK Caves | 2010-11   |
| 23    | Green Cathedral - Turtle Cave System | Malaisie                         | Sarawak / District de Limbang ? / Gunung Buda (en)                                                                                         | +026 971, m                   | +0304, m      | NSS News V62 N8 P225 | 2016-08   |
| 24    | Réseau Lachambre (Réseau des Embulla) 42° 36′ 00″ N, 2° 22′ 57″ E | France Occitanie                 | Pyrénées-Orientales / Ria-Sirach et Urbanya Pyrénées / Conflent                                                                            | +26 815, m                    | +0 00074, m   | Cova Lachambre & Gestionaweb. | 2019-01   |
| 25    | Sistema Sand Crack (cenotes : Herradura, K'oxul, Maya, Little Fish ; sistema : Ak Tulum) [ semi noyé ] 20° 11′ 54″ N, 87° 26′ 13″ O                                                | Mexique Quintana Roo             | Tulum / ? Péninsule du Yucatan / Riviera Maya                                                                                              | +026 746, m                   | +0018, m      | QRSS Long Caves List & Caving News | 2019-07   |
| 26    | Réseau de Fuilla-Canalettes 42° 34′ 58″ N, 2° 22′ 17″ E | France Occitanie                 | Pyrénées-Orientales / Fuilla et Corneilla-de-Conflent Pyrénées / Conflent                                                                  | +026 500, m                   | +0079, m      | Christophe Levillain via Bob Gulden, Cova Fullà-Canaletes & Spelunca 114 | 2019-01   |
| 27    | Bigfoot Cave 41° 34′ N, 123° 13′ O | États-Unis Californie            | Comté de Siskiyou / ? ? / ? | +026 152, m                   | +0367, m      | Steve Knutson & Mark Fritzke via Bob Gulden | 2020-02   |
| +028, | Ahnenschacht | Autriche Haute-Autriche          | ? / ? Préalpes NE / Totes Gebirge | +026 148, m                   | +0627, m      | hoehle.org | 2024-04   |
| 29    | Powell's Cave System | États-Unis Texas                 | Comté de Menard / ? ? / ? | +026 146, m                   | +0024, m      | Texas Speleological Survey via Jerry Atkinson & Suddenlink | 2013-11   |
| 30    | Système Baradla-Domica (hu) HU : Baradla barlang (entrées Aggtelek, Jósvafő, Vörös-tó. -- SK : Domica jaskyna. HU : 48° 28′ 18″ N, 20° 29′ 44″ E SK : 48° 28′ 40″ N, 20° 28′ 13″ E | Hongrie & Slovaquie              | HU : Borsod-Abaúj-Zemplén / Aggtelek et Jósvafő SK : Région de Košice / District de Rožňava / Kečovo ? / Karsts d'Aggtelek et de Slovaquie | +026 065, m                   | +0116, m      | Speleologia & P.Bella + P.Gruber via Bob Gulden | 2015-02   |
| 31    | Almberg Höhlensystem | Autriche Styrie                  | ? / ? Préalpes NE / Totes Gebirge | +026 053, m                   | +0302, m      | hoehle.org, Verband Österreichischer Höhlenforscher, Dachstein et Totes Gebirge & Theo Pfarr, Robert Seebacher et Lukas Plan via Bob Gulden                                   | 2024-04   |
| 32    | Réseaun de la Combe des Biolles alias Système Biolles - Squelettes - Crolleurs 45° 37′ 44″ N, 6° 02′ 29″ E                                                                         | France Auvergne-Rhône-Alpes      | Savoie / Aillon-le-Vieux Préalpes françaises / Massif des Bauges / Mont Margériaz                                                          | +026 001, m                   | +0591, m      | Spelunca 111, Karstologia 27 & Jean-Yves Bigot via Bob Gulden | 2016-01   |
| 33    | Gran Sistema Cavernario de Fuentes 22° 27′ 05″ N, 83° 58′ 41″ O | Cuba                             | Province de Pinar del Río / ? Cordillère de Guaniguanico / Sierra de Mesa                                                                  | +026 000, m                   | NC            | The International Caver #8 | 1993-??   |
| 34    | Sistema Cavernario de Los Perdidos 22° 44′ 13″ N, 83° 14′ 20″ O | Cuba                             | Province de Pinar del Río / ? Cordillère de Guaniguanico / Sierra del Rosario                                                              | +026 000, m                   | NC            | Speleologia & EcuRed | 1977-??   |
| 35    | Rumbling Falls Cave 35° 39′ 44″ N, 85° 20′ 59″ O | États-Unis Tennessee             | Comté de Van Buren / ? ? / ? | +025 896, m                   | +0145, m      | Marion O.Smith par TCS | 2003-02   |
| 36    | Complesso del Releccio Alfredo Bini (it) Complesso dell'Alto Releccio (Tre Ingresso, W le Donne) ou Complesso del Grignone Alfredo Bini 45° 57′ 21,62″ N, 9° 23′ 00,96″ E          | Italie Lombardie                 | Province de Lecco / ? Alpes bergamasques / Chaîne des Grigne / mont Grigna                                                                 | +025 580, m                   | +1 313, m     | Andrea Maconi & Scintilena, inaltoup.altervista & Speleologia no 62 | 2017-09   |
| 37    | Mystery Cave System | États-Unis Missouri              | Comté de Perry / ? ? / ? | +025 495, m                   | +0046, m      | M.S.S. Walsh via Bob Gulden | 2015-02   |
| 38    | Labyrinthhöhle im Eisernen Bergl | Autriche Haute-Autriche          | ? / ? Warscheneck (de) / Totes Gebirge | +025 386, m                   | +0771, m      | hoehle.org | 2024-04   |
| 39    | Sistema Tibia - Fresca 43° 13′ 24″ N, 3° 35′ 55″ O | Espagne Cantabrie                | Asón-Agüera (es) / Soba Cordillère Cantabrique / Porracolina (es)                                                                          | +025 353, m                   | +0507, m      | Jose Luis Membrado via Bob Gulden & Karst Explo | 2015-02   |
| 40    | Krem Puri [ Grès ] 25° 16′ 40″ N, 91° 33′ 45″ E | Inde                             | Meghalaya / District des East Khasi Hills / Mawsynram / Laitsohum Patkai / Khasi Hills                                                     | +025 317, m                   | +0030,        | Indian Caving, IAS Abhiyan & Descent 275(p.15) | 2020-08   |
| 41    | DÖF-Sonnenleiter-Geisterjagerschacht Höhlensystem (de) 47° 36′ 00″ N, 14° 02′ 00″ E                                                                                                | Autriche Styrie                  | ? / ? ? / Totes Gebirge | +024 273, m                   | +1 092, m     | hoehle.org, Verein für Höhlenkunde in Obersteier, Dachstein et Totes Gebirge & Theo Pfarr, Robert Seebacher et Lukas Plan via Bob Gulden                                      | 2024-04   |
| 42    | Tjoarvekrajgge (no) 67° 36′ 35″ N, 15° 41′ 31″ E | Norvège                          | Comté de Nordland / Salten / Sørfold ? / ?                                                                                                 | +025 167, m                   | +0497, m      | Torstein Finnesand | 2015-08   |
| 43    | Sistema Nohoch Pek - Muk K'in [ semi-noyé ] 20° 04′ 40,65″ N, 87° 37′ 31,13″ O | Mexique Quintana Roo             | Tulum / ? Péninsule du Yucatan / Riviera Maya                                                                                              | +025 160, m                   | +0019, m      | QRSS Long Caves List | 2019-07   |
| 44    | Fern Cave (en) 34° 38′ 56″ N, 86° 17′ 52″ O | États-Unis Alabama               | Comté de Jackson / ? | +025 154, m                   | +0163, m      | Fern Cave Project | 2017-06   |
| 45    | Réseau Lonné-Peyret alias Réseau des Arres Planères 42° 58′ 30″ N, 0° 45′ 51″ O | France Nouvelle-Aquitaine        | Pyrénées-Atlantiques / Arette Pyrénées / Massif de La Pierre Saint-Martin                                                                  | +025 086, m                   | +0807, m      | Franck Soulage et Jean-Yves Bigot via Bob Gulden & Facebook | 2016-01   |
| 46    | Mountain Eye Cave System [ salpêtre ] | États-Unis Tennessee             | Comté de Fentress / ? ? / ? | +025 085, m                   | +0091, m      | Tennessee Cave Survey | 1987-03   |
| AR    | Snezhnaya (ru) - Mezhanogo - Illyuzia - Banka ru:Снежная-Меженного-Иллюзия-Банка 43° 15′ 53″ N, 40° 43′ 06″ E                                                                      | Géorgie Abkhazie                 | District de Goudaouta / Duripsh (ru) Grand Caucase occidental / Monts de Bzyp / massif Khipstinsky                                         | +024 080, m                   | +1 760, m     | Alexey Shelepin via Bob Gulden & Boletín Geológico y Minero | 2016-09   |

## Sources principales

### Sources spéléométriques mondiales
- (en) Paul Burger, « WORLD LONG CAVES », sur Cave-Exploring.com, 15 mai 2024 (consulté le 3 juin 2024)
- (en) NSS GEO2 Committee on Long & Deep Caves (compilation de Bob Gulden, membre NSS#13188, Salem, Virginia, USA), « World Longest Caves »(Archive.org • Wikiwix • Archive.is • Google • Que faire ?), sur caverbob.com, 19 avril 2021 (consulté le 13 mai 2021).
- (fr + en) Eric Madelaine (Sofia-Antipolis, Alpes-Maritimes, France), « Long caves of the world » [« base de données des cavités mondiales classées selon leur longueur »], sur sop.inria.fr, 26 juin 2006 (consulté le 13 mai 2021).
- Dominique Ros, « Les Records français et mondiaux », sur Souterweb, le site de la spéléologie languedocienne, de 2010 à 2013 selon les listes (consulté le 13 mai 2021).

### Sources spéléométriques nationales
- Allemagne :
  - (de) Verband der deutschen Höhlen und Karstforscher, « Höhlen > Die größten Höhlen », sur vdhk.de Verband der deutschen Höhlen- und Karstforscher (site de la Fédération allemande de spéléologie), 2021 (consulté le 22 mai 2021).
  - (de) Thilo Müller et Andreas Wolf, « Längsten und tiefsten Höhlen Deutschlands », sur arge-grabenstetten.de, février 2021 (consulté le 22 mai 2021).
- Autriche : (de) Theo Pfarr, Robert Seebacher & Lukas Plan in Verband Österreichischer Höhlenforscher (VÖH), « Die längsten Höhlen Österreichs », sur hoehle.org, 1er avril 2024 (consulté le 10 mai 2024).
- Belgique : (nl + fr) Paul De Bie (SC Avalon), « De langste en diepste grotten in België », sur scavalon.be,, janvier 2021 (consulté le 7 juin 2021).
- Brésil : (pt) Sociedade Brasileira de Espeleologia (SBE), « CNC — Cadastro Nacional de Cavernas do Brasil : As maiores », sur sbe.com.br site de la SBE, 13 mai 2021 (consulté le 7 juin 2021).
- Bulgarie : (en) « List of longest caves in Bulgaria », sur kiev.ua, janvier 1996 (consulté le 10 décembre 2018).
- Canada : (en) « Canada's Longest Caves », sur cancaver.ca, janvier 2021 (consulté le 7 mai 2021).
- Chine :
  - (fr + zh) « Recherche de grottes », sur Grottes et karsts de Chine - Sur les traces de Xu Xiake, 2011 (consulté le 4 janvier 2020).
  - (en) « Long Caves in China », sur Hong Meigui (consulté le 4 janvier 2020).
- Croatie : (hr + en) The Speleological Committee of the Croatian Mountaineering Association, « Popis najvećih špilja », sur Hrvatski speleološki poslužitelj (speleologija.hr), 26 octobre 2018 (consulté le 14 avril 2019).
- Espagne :
  - (es) José Luis Membrado Julián, « Grandes cavidades de España », sur espeleoloxia.org Federación Galega de Espeleoloxía (FGE), décembre 2018 (consulté le 14 avril 2019).
  - (es) J.L. Membrado, « Catálogo de Grandes Cavidades Españolas -  Clasificación por Desarrollo >3000m », sur cec-espeleo.com Confederación de Espeleología y Cañones, 30 septembre 2020 (consulté le 7 juin 2021)
- États-Unis : (en) Bob Gulden, « USA longest caves », sur caverbob.com, 13 mars 2021 (consulté le 7 juin 2021)
- Éthiopie : Groupe Spéléologique Vulcain, Fédération Française de Spéléologie & Bureau du Tourisme et de la Culture d’Oromia, « Éthiopie 2012 - Oromia - 22 avril au 4 mai 2012 », sur groupe-speleo-vulcain.com, 2012 (consulté le 14 avril 2019).
- France : Bigot Jean-Yves, « Spéléométrie de la France. Cavités classées par département, par dénivellation et développement (Situation au 31 décembre 2000). », Spelunca Mémoires no 27,‎ 2004 (ISSN 0249-0544, lire en ligne, consulté le 4 janvier 2020).
- Inde : (en) The Caving in the Abode of the Clouds Project, « Longest Deepest : Indian Sub Continent Longest and Deepest Caves – May 2020 », sur indiancaving.org.uk, 1er juin 2020 (consulté le 6 juin 2021).
- Italie : (it) Società Speleologica Italiana (SSI), « WISH - Portale del Catasto Nazionale delle Grotte d'Italia », sur speleo.it (consulté le 14 avril 2019).
- Mexique :
  - (en) Mark Minton in Association for Mexican Cave Studies (AMCS - Project of NSS), « Long Caves of Mexico 2019 » [PDF], sur amcs-pubs.org, 2019 (consulté le 7 juin 2021)
  - (en) QRSS, Project of NSS, « List of Long Underwater Caves in Quintana Roo Mexico », 1er février 2024 (consulté le 22 juin 2024)
- Nouvelle-Zélande : (en) Ben Davidson, « Cave Statistics > Longest and Deepest », sur caves.org.nz New Zealand Speleological Society (NZSS), 9 juillet 2018 (consulté le 14 avril 2019).
- Roumanie : (ro) « Statistici interesante despre peșterile din România », sur speologie.org CATALOGUL PEȘTERILOR DIN ROMÂNIA (consulté le 14 avril 2019).
- Royaume-Uni : (en) Mark "Tarquin" Wilton-Jones', « All Regions longest caves », sur ukcaves.co.uk UK Caves database site, 18 novembre 2016 (consulté le 14 avril 2019).
- Slovaquie : (en) Slovak Caves Administration, « Cave highlights », sur ssj.sk, 1er avril 2010 (consulté le 14 avril 2019).
- Slovénie : (sl) Jamarska zveza Slovenije (JZS), « Najdaljše in najgloblje jame v Sloveniji », sur jamarska-zveza.si, 1er mai 2021 (consulté le 7 juin 2021).
- Suisse :
  - (en) « Swiss caves with a length of more than 1000 meters »(Archive.org • Wikiwix • Archive.is • Google • Que faire ?), sur ch.speleo.info ancien site de la Société Suisse de Spéléologie (SSS), archive web capturée le 26 avril 2014 (consulté le 14 avril 2019).
  - Groupe Spéléo Lausanne, « Liste des plus grandes cavités naturelles de Suisse > Cavités classées par développement (>= 1000 m) », sur speleo-lausanne.ch le site du Groupe Spéléo Lausanne (GSL), 1er septembre 2020 (consulté le 7 juin 2021)
- Thaïlande : (en) Martin Ellis, « Longest caves in Thailand », sur thailandcaves.shepton.org.uk site Caves & Caving in Thailand, 21 avril 2021 (consulté le 7 juin 2021).
- Ukraine : (uk) « Найдовші печери України / Naïdovchi petchery Oukraïny (Les plus longues grottes d'Ukraine) », sur speleo.land.kiev.ua site Печери України / Petchery Oukraïny (Grottes d'Ukraine),‎ 2018 ? (selon copyright) (consulté le 14 avril 2019).

### Sources spéléométriques régionales
- Asturies : (es + ast) Federación de Espeleología del Principado de Asturias, « Grandes cavidaes d'Asturies por fondura y desendolcu », sur fespasturies.com, 20 février 2019 (consulté le 14 avril 2019)
- Bahia : (pt) Projeto Ecovila Barriguda da Onça, Piemonte da Chapada Diamantina, Bahia, Brasil, « As maiores cavernas da Bahia », sur pousadaoncapintada.wordpress.com, 2 septembre 2009 (consulté le 8 juin 2021)
- Cantabrie : (es) José León García, « Cantabria Subterránea, Catálogo Grandes Cavidades », sur fr.scribd.com, 2010 (consulté le 14 avril 2019).
- Frioul-Vénétie Julienne : (it) « Catasto Regionale Delle Grotte Del Friuli Venezia Giulia », sur catastogrotte.fvg.it (consulté le 14 avril 2019).
- Quintana Roo : (en) Quintana Roo Speleological Survey (QRSS), « List of Long Underwater Caves in Quintana Roo Mexico », 1er février 2024 (consulté le 22 juin 2024).
- Suisse romande : Michel Demierre, « Principales grottes et gouffres de Suisse romande », sur mdemierre.speleologie.ch, 28 mai 2019 (consulté le 8 juin 2021)